# موسی عمید
موسی عمید (۱۲۸۱ در تبریز- ۱۳۴۲ در تهران) نماینده مجلس شورای ملی در دوره‌های ۱۸ و و۱۹ و ۲۰ از تهران، حقوق‌دان، سیاست‌مدار ایرانی و رئیس دانشکده حقوق و علوم سیاسی دانشگاه تهران بود.

## تولد و تحصیلات حوزوی
موسی عمید فرزند شیخ احمد (روحانی مقیم تبریز) متولد ۱۲۸۱ بود او ابتدا تحصیلات مقدماتی حوزوی را نزد برادرش شروع کرد سپس در حوزه‌های علمیه تهران، حوزه علمیه قم و حوزه علمیه نجف و مدرسه سپهسالار تهران به تحصیل فقه، اصول، فلسفه و حکمت مشغول شد. از جمله استادان او می‌توان به سید حسن مدرس، میرزا طاهر تنکابنی و میر رضا ایروانی اشاره کرد.

## تحصیلات جدید
در سال ۱۳۰۹ باجزء دومین گروه دانشجویان اعزامی دولت به فرانسه رفت. او در طی ده سال اقامت خود در فرانسه و سوئیس مراتب تحصیلی را از مقطع دیپلم تا دکترای حقوق و فلسفه را در فرانسه و دانشگاه سوربن به پایان رساند. پایان‌نامه عمید با عنوان «موضوع طلاق در حقوق ایران و مقایسه آن با حقوق ملل دیگر» در رشته حقوق خصوصی در دانشگاه سوربن ثبت شد. وی همچنین همزمان در رشته فلسفه در دانشگاه ژنو سوئیس با رتبه ممتاز دکتری فلسفه را دریافت کرد. او همچنین دارای دیپلم جزا از مدرسه علوم جزایی پاریس بود. پایان‌نامه او در رشته فلسفه در خصوص «معرفت النفس از نظر شیخ الرئیس بو علی سینا» نوشته شده‌است.

## فعالیتهای سیاسی
موسی عمید پس از کودتای ۲۸ مرداد دست به فعالیت‌های سیاسی زده و در مجالس هجدهم و نوزده و بیستم به نمایندگی مجلس شورای ملی انتخاب می‌شود و تا نیابت مجلس شورای ملی نیز می‌رسد.

## فعالیت‌های علمی
موسی عمید پس از برگشت به ایران در سال ۱۳۱۹ به سمت دانشیاری دانشکده حقوق و علوم سیاسی دانشگاه تهران انتخاب شده و بعد از قتل عبدالحمید زنگنه به ریاست دانشکده حقوق انتخاب می‌شود. او تا پایان عمر ریاست دانشکده حقوق را بر عهده داشته و به تدریس حقوق مدنی در این دانشکده مشغول بود. او در دانشکده معقول و منقول نیز تاریخ فلسفه در اسلام را تدریس می‌کرد

## درگذشت
دكتر موسی عمید در سال ۱۳۴۳ (ش.) در سن ۵۷ سالگی در تهران فوت کرد.